# Thomas Batuello
Thomas Vann Batuello (nascido em 31 de dezembro de 1994, Bronx, Nova Iorque) é mais conhecido por ser violoncelista da banda e série The Naked Brothers Band.

## Filmografia
- Naked Brothers Band: The Movie (2005)
- Naked Brothers Band (2007 -)
- Naked Brothers Band: Batalha de Bandas (2007)
- Naked Brothers Band: auxiliares (2008)
- Naked Brothers Band: Polar Bears (2008)
- Naked Brothers Band: Mystery Girl (2008)
- Naked Brothers Band: Operação Mojo (2008)